# حقول القتل في تكساس
حقول القتل في تكساس هي قطعة أرض مساحتها 25 فدانًا في ليغ سيتي، تكساس تقع على بعد ميل من الطريق السريع 45 وحوالي 26 ميلاً جنوب شرق هيوستن.
منذ أوائل السبعينيات، تم العثور على 30 جثة لضحايا القتل في منطقة حقول القتل. كانت في الأساس جثث فتيات أو شابات. علاوة على ذلك، اختفت العديد من الفتيات الصغيرات من هذه المنطقة؛ جثث الفتيات ما زالت مفقودة.
يُعتقد أن العديد من جرائم القتل هي من عمل القتلة المتسلسلين. تراوحت أعمار معظم الضحايا بين 12 و 25 سنة. يشترك البعض في ميزات جسدية متشابهة، مثل تسريحات الشعر المتشابهة. على الرغم من الجهود التي تبذلها شرطة المدينة، إلى جانب مساعدة مكتب التحقيقات الفيدرالي، تم حل عدد قليل جدًا من جرائم القتل هذه، وتلك التي تم حلها كانت مبنية على اعترافات أدلى بها سجناء، أو اعترافات تم الإدلاء بها تحت الإكراه من قبل الشرطة.[بحاجة لمصدر]
وصفت الحقول بأنها «مكان مثالي لقتل شخص ما والهروب منه». بعد زيارة بعض مواقع الجثث المستردة في ليغ سيتي، علق عامي كنعان مان، مخرج فيلم تكساس كيلينغ فيلدز، قائلاً: «يمكنك بالفعل رؤية المصافي الموجودة في الطرف الجنوبي من مدينة ليغ. يمكنك رؤية I-45. لكن إذا صرخت، فلن يسمعك أحد بالضرورة. وإذا ركضت، فلن يكون هناك بالضرورة أي مكان تذهب إليه».

## المشتبه بهم

### مايكل لويد سيلف
في عام 1972، أصبح مايكل لويد سيلف، وهو مشغل محطة وقود ومرتكب جرائم جنسية من جالفستون، مشتبهًا به في جرائم قتل روندا جونسون وشارون شو. بعد ساعات من الاستجواب، اعترف نفسه بجرائم القتل. تم نقله إلى سجن المنطقة، وساعد في وقت لاحق في تحديد مكان الجثث. في الأشهر التالية، تراجع عن اعترافه، مدعيا أنه تعرض للتعذيب حتى يعترف، حيث خنقه المحققون بكيس بلاستيكي وحرقوه بأعقاب السجائر والرادياتير، فضلا عن الاعتداء عليه من قبل قائد الشرطة دون موريس. ومع ذلك، في 18 سبتمبر 1974، أدين سيلف بقتل شو وحكم عليه بالسجن المؤبد، على الرغم من حقيقة أن اعترافاته أظهرت تناقضات كبيرة فيما يتعلق بملابس الضحايا، وتاريخ القتل، وأماكن الجثث، وكيف قُتلوا، وتفاصيل أخرى مختلفة.
بعد ثلاث سنوات، في عام 1976، تم القبض على دون موريس ونائبه، تومي ديل، وإدانتهما بارتكاب جرائم مختلفة، بما في ذلك التعذيب وسوء السلوك الأخرى ضد المعتقلين. حكم على موريس 55 عامًا، بينما حُكم على ديل بـ 30 عامًا. بعد ذلك، تقدم سيلف بانتظام بطلب استئناف، ولكن تم رفضها في كل مرة.
توفي مايكل سيلف في 21 ديسمبر 2000، وهو لا يزال رهن الاعتقال. بعد وفاته أعلن عدد من مسؤولي الشرطة، بما في ذلك المدعي العام السابق لمقاطعة هاريس، اعتقادهم بأن سيلف أدين خطأً.

### إدوارد هارولد بيل
حدد تحقيق أجرته شرطة مدينة الدوري ومكتب التحقيقات الفيدرالي في السبعينيات من القرن الماضي مقيمًا محليًا آخر، إدوارد هارولد بيل، أحد المعارضين المعروفين، كمشتبه به. وكان قد قُبض عليه 12 مرة على الأقل بتهمة إظهار أعضائه التناسلية للأطفال، لكنه في كل مرة تجنب السجن. عاش بيل في عقار بالقرب من الشاطئ في جالفيستون، حيث كان شريكًا صامتًا لمتجر ركوب الأمواج. حتى أنه كان يعرف اثنين من الضحايا، ديبي أكرمان وماريا جونسون، اللتين كانا يترددان على المتجر. في منتصف السبعينيات، حصل على قطعة أرض في ديكنسون وعاش بالقرب من المكان الذي شوهد فيه ضحيتان أخريان، بروكس براسيويل وجورجيا جير، آخر مرة على قيد الحياة. في عام 1978، بينما كان بيل يستمني في الشارع أمام مجموعة من الفتيات المراهقات، واجهه موظف البحرية السابق لاري ديكنز البالغ من العمر 26 عامًا، بينما اتصلت والدته بالشرطة. أزال ديكنز المفاتيح من سيارة بيل ورفض إعادتها. ردا على ذلك، قتله إدوارد وهرب، لكن الشرطة ألقت القبض عليه فيما بعد. لقد أطلق سراحه بكفالة بعد عدة أسابيع، ولتجنب إدانته وسجنه، هرب من تكساس وهرب من الولايات المتحدة، متهربًا من الشرطة لأكثر من عقدين. في عام 1993، ألقي القبض عليه في بنما وأُعيد إلى الولايات المتحدة، حيث أدين فيما بعد بقتل ديكنز وحُكم عليه بالسجن 70 عامًا. في عام 1998، كتب بيل عدة رسائل إلى محامي مقاطعة هاريس، اعترف فيها بقتل خمس فتيات في عام 1971 وستة أخريات بين عامي 1974 و 1977. وذكر أنه لا يتذكر أسماء معظم ضحاياه، لكنه صرح بثقة أنه قتل ديبي أكرمان، وماريا جونسون، وكوليت ويلسون، وكيمبرلي بيتشفورد، بالإضافة إلى فتاتين أخريين لم يُسمهما بعد أن اختطفهما من ويبستر في أغسطس 1971، تم تحديدهما لاحقًا باسم روندا جونسون وشارون شو.
على الرغم من ذلك، لم يتم توجيه اتهام إلى بيل بارتكاب جرائم القتل هذه، حيث لم يجرمه أي دليل بيولوجي أو غير ذلك. ظل المشتبه به الرئيسي حتى وفاته في أبريل 2019.

### وليام لويس ريس
في مايو 1997، ألقي القبض على ويليام لويس ريس بتهمة اختطاف ومحاولة قتل ساندرا سيبو البالغة من العمر 19 عامًا من ويبستر. في العام التالي أدين، وحُكم عليه بالسجن 60 عامًا. في عام 2015، تم مطابقة حمضه النووي مع قاتل تيفاني جونستون البالغة من العمر 19 عامًا، والتي عُثر عليها مقتولة في أوكلاهوما في عام 1997. بعد هذا الكشف، اعترف ريس بقتل جيسيكا كاين وكيلي كوكس، مما قاد المحققين إلى مقابر الجثث.   يشتبه في قيامه باختطاف وقتل لورا سميثر واعترف، في عام 2016، لشرطة فريندسوود بأنه قتلها بالفعل.
في عام 2021، أدين ريس بقتل جونستون وحُكم عليه بالإعدام. لا يزال يتعين تقديمه للمحاكمة بتهمة القتل في تكساس، حيث أكد المدعون أنهم سيطلبون أيضًا عقوبة الإعدام ضده.

### مارك ستولينجز
في عام 2013، اعترف مارك رولاند ستولينجز، الخاطف المدان الذي يقضي عقوبة بالسجن مدى الحياة، بقتل فتاة في عام 1991 ثم ألقى جثتها في الحقول، والتي تم تحديدها لاحقًا باسم دونا برودوم. في وقت القتل، كان ستولينجز يعيش ويعمل في ليغ سيتي، وكان بالقرب من منازل بعض الفتيات اللائي فُقدن وعثر عليهن فيما بعد ميتات. على الرغم من حقيقة أن شهادته تظهر اتساقًا كبيرًا مع التفاصيل، إلا أنه لم يتم اتهامه بأي جرائم قتل حتى الآن، لكنه لا يزال مشتبهًا به في جرائم قتل دونا برودوم وأودري كوك، بالإضافة إلى جريمتي قتل غير مرتبطين في مقاطعة فورت بيند. 

## قناعات

### قضية كريستال جان بيكر
في أبريل 2012، بعد 16 عامًا من العثور على جثة كريستال جان بيكر التي تعرضت للضرب والاغتصاب والخنق، تم القبض على كيفن إديسون سميث وإدانته بقتلها. في عام 2009، تم القبض على سميث بتهمة حمل مخدرات في لويزيانا. في نفس الوقت تقريبًا، قام أحد المحققين باختبار لباس بيكر بحثًا عن الحمض النووي. تم تأكيد التطابق باستخدام تقنية متطورة لم تكن متوفرة وقت اختفاء كريستال. تداولت هيئة المحلفين لمدة 30 دقيقة ووجدت سميث مذنبًا. وقد حكم عليه بالسجن مدى الحياة.

### قضية شيلي سايكس
في عام 1987، اتصل جون روبرت كينج، البالغ من العمر 30 عامًا، بشرطة إل باسو، مدعيًا أنه في 24 مايو 1986، قام مع جيرالد بيتر زوارست البالغ من العمر 33 عامًا بمهاجمة شيلي سايكس بينما كانت في سيارتها، وبعد ذلك تم اغتصاب الفتاة وخنقها. بعد إلقاء القبض عليه، أخبر زوارست الشرطة أنه أخفى الجثة في أحد الحقول، حيث تم العثور على الجثث الأخرى. طُلب من كلا الرجلين تحديد مكان جثة سايكس مقابل التهرب من عقوبة السجن مدى الحياة، لكن توجيهاتهما فشلت في الكشف عنها. أدين كينج وزوارست بتهمة الاختطاف المشدد، وحُكم عليهما بالسجن مدى الحياة في عام 1998. كما تم التحقيق معهم بشأن جرائم أخرى من هذا القبيل ارتكبت خلال منتصف الثمانينيات، لكن كلاهما نفى بشدة أي تورط. توفي كينغ لأسباب طبيعية خلف القضبان في أكتوبر 2015، بينما توفي زوارست في السجن في نوفمبر من عام 2020.

## أنظر أيضًا
- جرائم قتل سنوتاون
- جرائم القتل في بحيرة بودوم